# Fontana (månekrater)
Fontana er et nedslagskrater på Månen. Det befinder sig i sydvestlige del af Månens forside og er opkaldt efter den italienske astronom Francesco Fontana (ca. 1585 – ca. 1656).
Navnet blev officielt tildelt af den Internationale Astronomiske Union (IAU) i 1935. 

## Omgivelser
Fontanakrateret ligger syd for Oceanus Procellarum. Det ligger vest-nordvest for det oversvømmede Zupuskrater. Midtvejs mellem Fontana- og Zupuskraterne ligger rillesystemet Rimae Zupus.

## Karakteristika
Krateret har en lav rand og en kraterbund, som udviser adskillige småkratere og nogle få lave højderygge mod sydvest, men som ellers ikke er bemærkelsesværdig. Randen er snæver og stort set cirkulær, men med en udadgående bule i den nordlige side. Der findes en kløft i randen mod nordøst.

## Satellitkratere
De kratere, som kaldes satellitter, er små kratere beliggende i eller nær hovedkrateret. Deres dannelse er sædvanligvis sket uafhængigt af dette, men de får samme navn som hovedkrateret med tilføjelse af et stort bogstav. På kort over Månen er det en konvention at identificere dem ved at placere dette bogstav på den side af satellitkraterets midte, som ligger nærmest hovedkrateret. Fontanakrateret har følgende satellitkratere:
| Fontana | Længde  | Bredde  | Diameter |
| ------- | ------- | ------- | -------- |
| A       | 15,7° S | 56,1° V | 13 km    |
| B       | 15,5° S | 56,3° V | 11 km    |
| C       | 12,8° S | 57,1° V | 14 km    |
| D       | 17,0° S | 57,3° V | 11 km    |
| E       | 17,6° S | 57,9° V | 13 km    |
| F       | 16,2° S | 59,9° V | 7 km     |
| G       | 16,0° S | 59,2° V | 15 km    |
| H       | 14,0° S | 57,9° V | 9 km     |
| K       | 13,2° S | 57,3° V | 7 km     |
| M       | 17,2° S | 57,5° V | 6 km     |
| W       | 17,2° S | 58,3° V | 6 km     |
| Y       | 16,7° S | 58,3° V | 5 km     |

## Måneatlas
- Billeder af Fontanakrateret i LPI-måneatlasset